# Hipurale

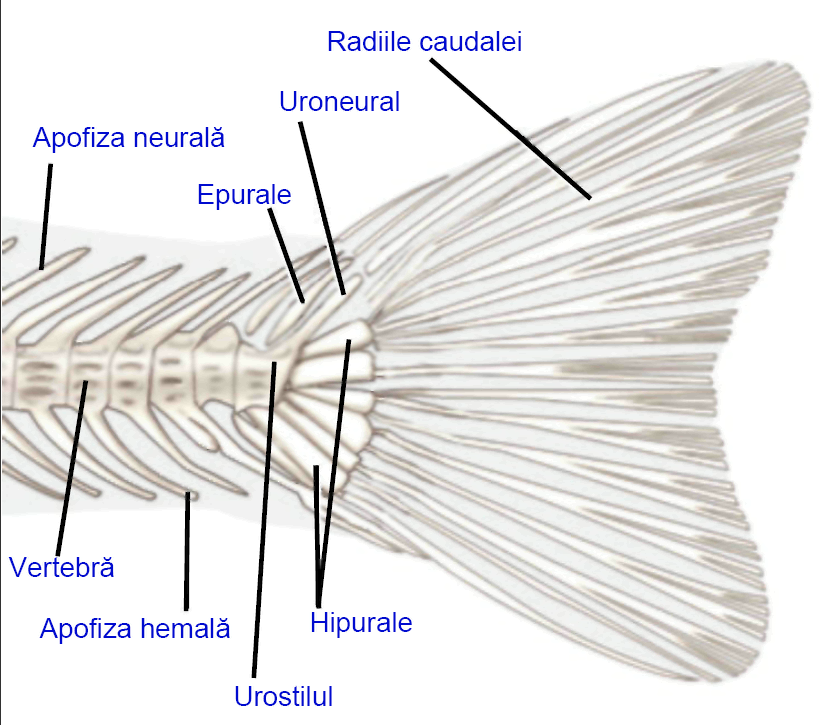
Scheletul caudal al peștilor teleosteeni

Hipuralele sau oasele hipurale (în latină, singular os hypurale, plural ossa hypuralia, din greaca hyp, hypo = sub + ura, oura = coadă), sunt o serie de oase lățite, alungite, parțial contopite, întâlnite la majoritatea peștilor osoși, care sunt formate din apofizele hemale (extensii ventrale ale vertebrelor) și care se întind în formă de evantai la baza înotătoarei caudale; pe ele se sprijină radiile caudalei. Numărul hipuralelor e în general mai mic decât al vertebrelor, Amia are 10 hipurale, Salmo 7, dar la cei mai mulți pești teleosteeni numărul lor este mai mic sau ele sunt sudate într-o singură piesă numită placă hipurală (la gadide și ciprinodontiforme).
Hipuralele se întâlnesc în cazul înotătoarei caudale homocerce în care extremitatea coloanei vertebrale nu pătrunde în lobii înotătoarei caudale, astfel că aceasta are la exterior lobii egali și simetrici; la interior, însă, se observă totdeauna o asimetrie mai mult sau mai puțin pronunțată. Caudală homocercă se întâlnește la majoritatea peștilor osoși teleosteeni. În cazul caudalei homocerce, ultimele vertebre sunt contopite, formând urostilul. Apofizele hemale ale acestor vertebre sunt lățite și se contopesc cu pterigoforele, dând hipuralele, pe care se sprijină radiile caudalei. Dorsal, se află câteva pterigofore libere, numite epurale. Majoritatea radiilor caudalei se sprijină pe hipurale, prea puține pe epurale. Câteva radii caudale se pot sprijini și pe apofizele neurale și hemale ale ultimelor vertebre, necontopite.